# Hasegawa Yoshiyuki
Hasegawa Yoshiyuki (sinh ngày 11 tháng 2 năm 1969) là một cầu thủ bóng đá người Nhật Bản.

## Đội tuyển bóng đá quốc gia Nhật Bản
Hasegawa Yoshiyuki thi đấu cho đội tuyển bóng đá quốc gia Nhật Bản từ năm 1995 đến 1996.

## Thống kê sự nghiệp
| Đội tuyển bóng đá Nhật Bản | Đội tuyển bóng đá Nhật Bản | Đội tuyển bóng đá Nhật Bản |
| Năm                        | Trận                       | Bàn                        |
| -------------------------- | -------------------------- | -------------------------- |
| 1995                       | 4                          | 0                          |
| 1996                       | 2                          | 0                          |
| Tổng cộng                  | 6                          | 0                          |